# AUTEN-67
AUTEN-67 é um fármaco experimental sendo estudado para uso potencial no tratamento de autofagia, pois atua aumentando o fluxo autofágico em linhas celulares e em modelos in vivo.